# Frank Wilde
Pour les articles homonymes, voir Wilde.
Frank Wilde, né le 19 mars 1911 à Wimbledon et mort le 6 février 1982 à Eastergate (West Sussex), est un joueur de tennis britannique.

## Carrière
Il participa trois fois à la Coupe Davis de 1937 à 1939 et fut finaliste en 1937. Il parvint en finale du double-mixte à Wimbledon en 1939 associé à Nancy Brown (défaite contre la paire Alice Marble/Bobby Riggs).
Il fut également double finaliste dans ce tournoi en double messieurs, les deux fois associé à Charles Hare. En 1936, ils sont battus par une paire compatriote (Patrick Hughes/Raymond Tuckey) en cinq manches (4-6, 6-3, 9-7, 1-6, 4-6). Trois ans plus tard, en 1939, ils s'inclinent devant les Américains Elwood Cooke et Bobby Riggs en quatre manches cette fois (3-6, 6-3, 3-6, 7-9). 